# Ткаченко, Борис Иванович
Борис Иванович Ткаченко (27 января 1931 года, Днепропетровск, УССР, СССР — 3 сентября 2009 года, Санкт-Петербург, Российская Федерация) — советский и российский физиолог, специалист в области физиологии кровообращения, академик АМН СССР (1984), Почётный доктор Новгородского Государственного Университета им. Ярослава Мудрого (2003).

## Биография
Родился 27 января 1931 года в Днепропетровске.
В 1955 году окончил Днепропетровский медицинский институт.
Тогда же, в 1955 году, поступил в аспирантуру Института экспериментальной медицины Академии медицинских наук СССР (г. Ленинград), где в дальнейшем работал, пройдя путь от старшего лаборанта отдела общей патологии до заведующего лабораторией кровообращения отдела общей физиологии (с 1965 года), заведующего отделом физиологии висцеральных систем (с 1972 года), заместителя директора института по научной работе (1970—1973 годы), с 1990 года занимал должность директора института.
C 1986 года — заведующий кафедрой нормальной физиологии 1-го Ленинградского медицинского института имени И. П. Павлова (сейчас Первый Санкт-Петербургский государственный медицинский университет имени академика И. П. Павлова).
В 1964 году защитил докторскую диссертацию, в 1968 году присвоено учёное звание профессора.
В 1978 году избран членом-корреспондентом, а в 1984 году — академиком АМН СССР.
Умер 3 сентября 2009 года, похоронен на Смоленском православном кладбище (Санкт-Петербург).

## Научная деятельность
Специалист в области физиологии кровообращения.
Автор более 500 научных работ, в их числе 15 монографий и 4 учебника для вузов, возглавлял ведущую научную школу в области физиологии висцеральных систем организма.
Вел обширные исследования проблем физиологии висцеральных систем, преимущественно в области физиологии кровообращения.
Разработал методы регистрации регионарных сосудистых реакций в условиях перфузии органов при постоянном давлении или постоянном расходе крови и установил функциональное назначение каждого из отделов сосудистого русла, описал механизмы их регуляции. При изучении реакций артериальных и венозных сосудов на воздействия нервной и гуморальной природы были выявил специфические особенности в реакциях венозных сосудов, что послужило импульсом для углубленного исследования венозного отдела системы кровообращения.
Вел исследования механизмов транскапиллярного обмена что позволило количественно описать характеристики биофизических свойств сосудистой стенки, установил роли пре- и посткапиллярного сопротивления кровотоку в фильтрационно-абсорбционных отношениях в органных сосудах. Наряду с этим установил активную роль венозных сосудов в формировании уровня среднего капиллярного давления при гемодинамических сдвигах в сердце, мозге, скелетных мышцах в условиях изолированных и сочетанных воздействий, в том числе и вазоактивных веществ.
Провел исследования по оценке реактивности сердечно-сосудистой системы при её взаимодействии с факторами внешней среды, такими как гипоксия, гипер- и гипотермия, что позволило расшифровать ключевые механизмы адаптации организма к их действию, и послужило основанием для разработки практических рекомендаций, оптимизирующих адаптацию организма к этим условиям.
Под его руководством подготовлено 17 докторов и 37 кандидатов наук.
Был главным редактором «Медицинского академического журнала», членом редколлегий других журналов, почётным доктором российских и зарубежных университетов и академий.
- «Региональные и системные вазомоторные реакции» (1971)
- «Кардио-васкулярные рефлексы» (1975)
- «Роль емкостных сосудов в регионарном и системном кровообращении» (1975)
- «Regulation von resistiven und Depotgefeben und inhe Rolle in der Pathologio des Blutkreislaufs» (1975)
- «Методы исследования кровообращения» (1976)
- «Mechanisms of regulation of the venous vessels» (1977)
- «Венозное кровообращение» (1979)
- «Физиология кровообращения. Физиология сосудистой системы» (1984)
- «Физиология кровообращения. Регуляция кровообращения» (1986)
- «Кровообращение при гипертермии» (1988)
- «Центральная регуляция органной гемодинамики» (1992)
- «Сосудистый тонус и его местная регуляция» (1992)
- «The influence of estradiol and testosterone on learning and behavior in male and female rats following castration» (2001)
- «Физиология человека» (2002)
- «О роли сил „vis a fronte“ в формировании венозного возврата крови к сердцу» (2002)
- «Механизмы формирования венозного возврата крови к сердцу» (2003)
- «О гемодинамических механизмах разнонаправленных изменений давления в правом предсердии при применении катехоламинов» (2003).

## Награды
- Орден Дружбы народов (12 сентября 1994) — за большой вклад в развитие медицинской науки и подготовку высококвалифицированных специалистов[5]
- Орден «За заслуги перед Отечеством» IV степени (2001)[6]
- Орден «За заслуги перед Отечеством» III степени (2005)[7]
- Заслуженный деятель науки Российской Федерации (1998)[8]
- Государственная премия СССР в области науки и техники (1989) — за установление новых закономерностей регуляции системы кровообращения на основе разработки имплантируемых измерительных устройств
- Премия Правительства Российской Федерации в области науки и техники (в составе группы учёных, за 2003 год) — за разработку технологии, организацию промышленного выпуска и внедрение в медицинскую практику готовых лекарственных форм нового отечественного препарата «Циклоферон»
- Медаль «В память 300-летия Санкт-Петербурга» (2003)[3]
- Медаль «За заслуги перед отечественным здравоохранением» (2001)[2]
- Почётный доктор Военно-медицинской академии имени С. М. Кирова (1997)
- Почётный доктор Новгородского Государственного Университета им. Ярослава Мудрого (2003)
- Премия имени В. В. Парина (1982)[2]
- Премия имени А. А. Богомольца (1979)[2]